# 施托弗爾河
47°23′34″N 8°23′47″E / 47.39266°N 8.39643°E

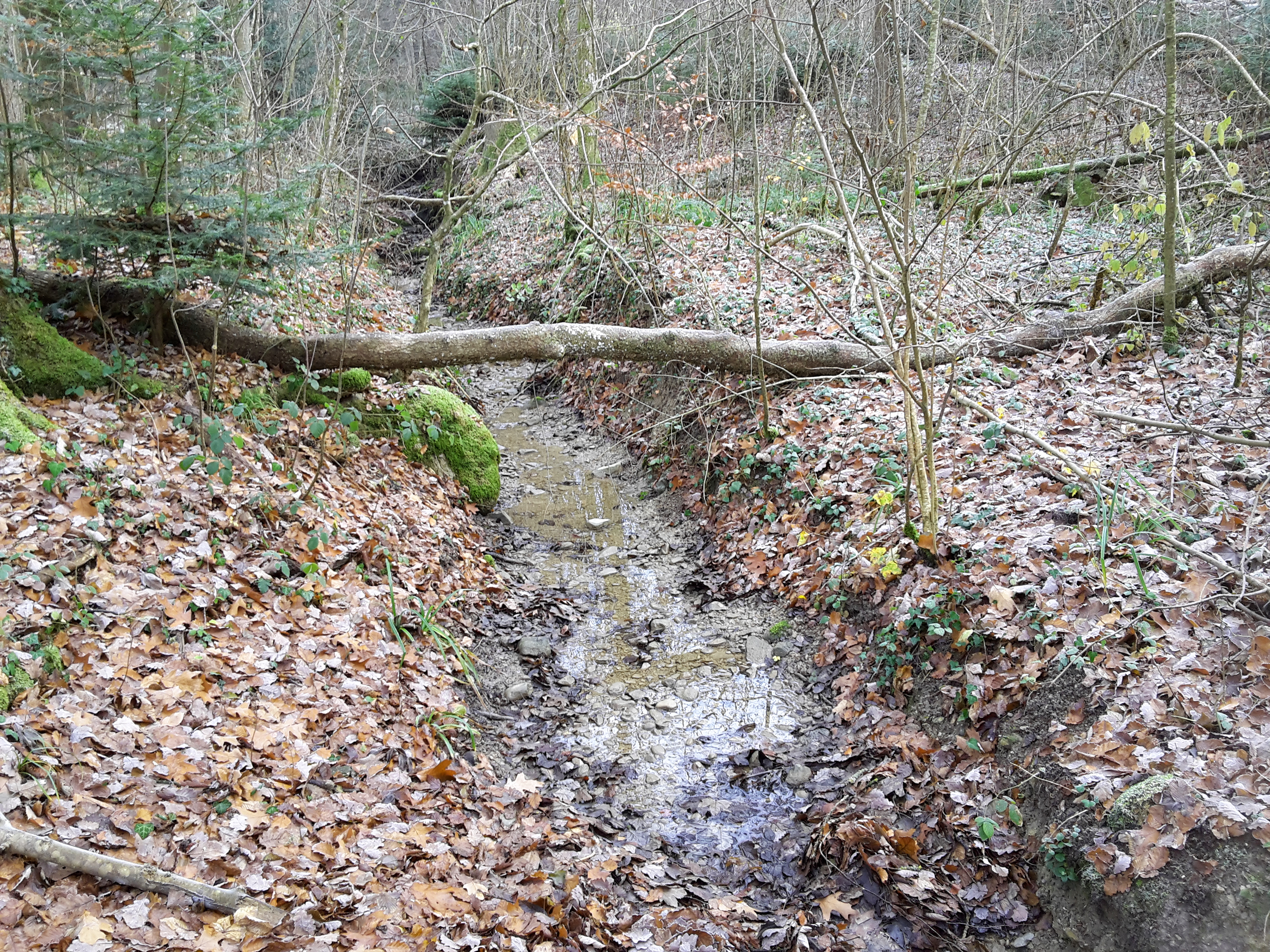

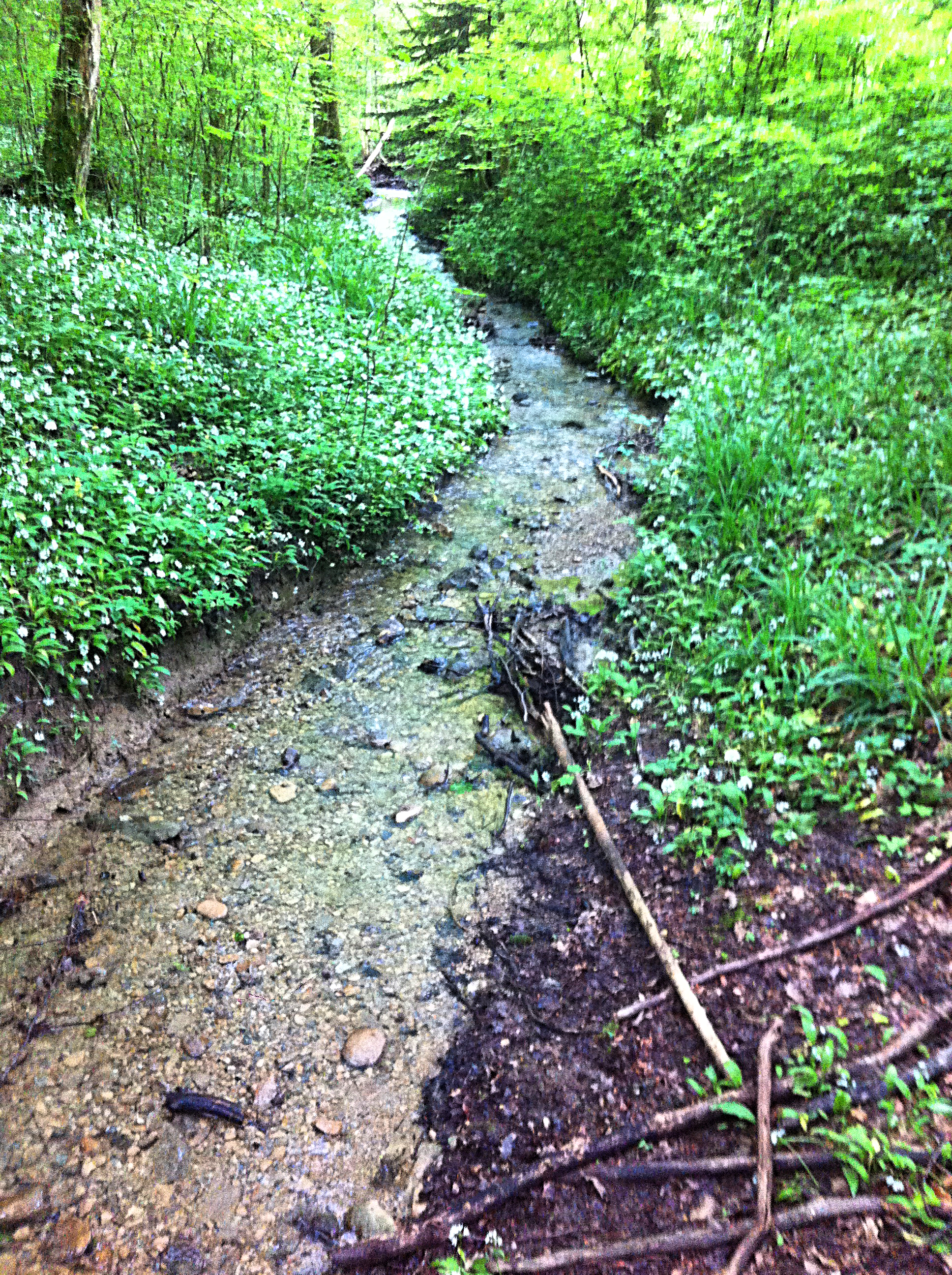

施托弗爾河（德語：Stoffelbach）是瑞士的河流，位於該國北部，流經蘇黎世州，屬於雷皮施河的右支流，河道全長1.3公里，流域面積0.5平方公里，河畔城鎮有迪蒂孔。